# Kaskaderna, Drottningholm

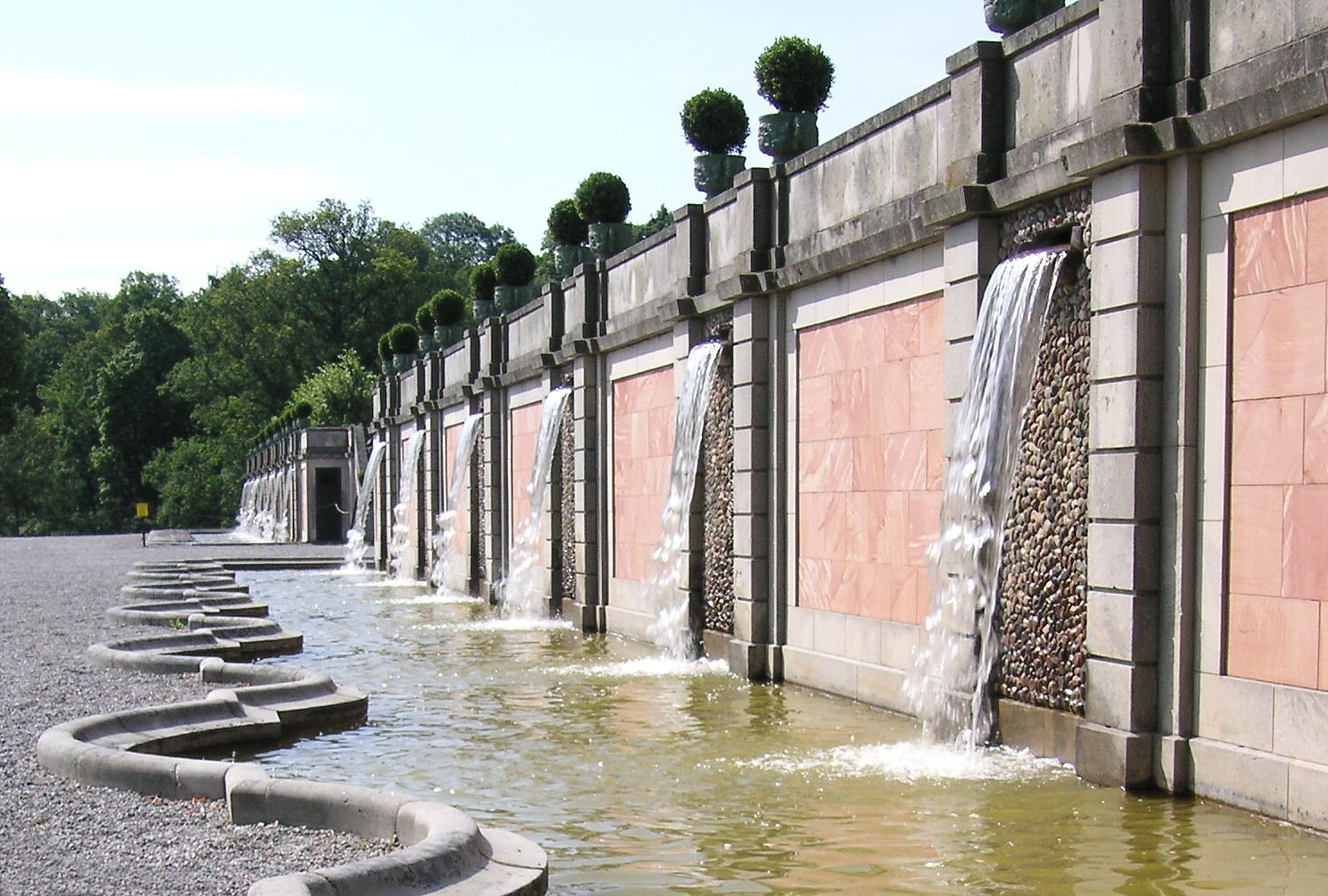
Kaskaderna på sommaren 2006.

Kaskaderna vid Drottningholms slott är en utsmyckning inom slottets barockträdgård på Lovön, Stockholms län. Kaskaderna består av totalt 14 mindre vattenfall, sju stycken på vardera sida om parkens mittaxel. Kaskaderna började byggas 1685 men fungerade först 1961.

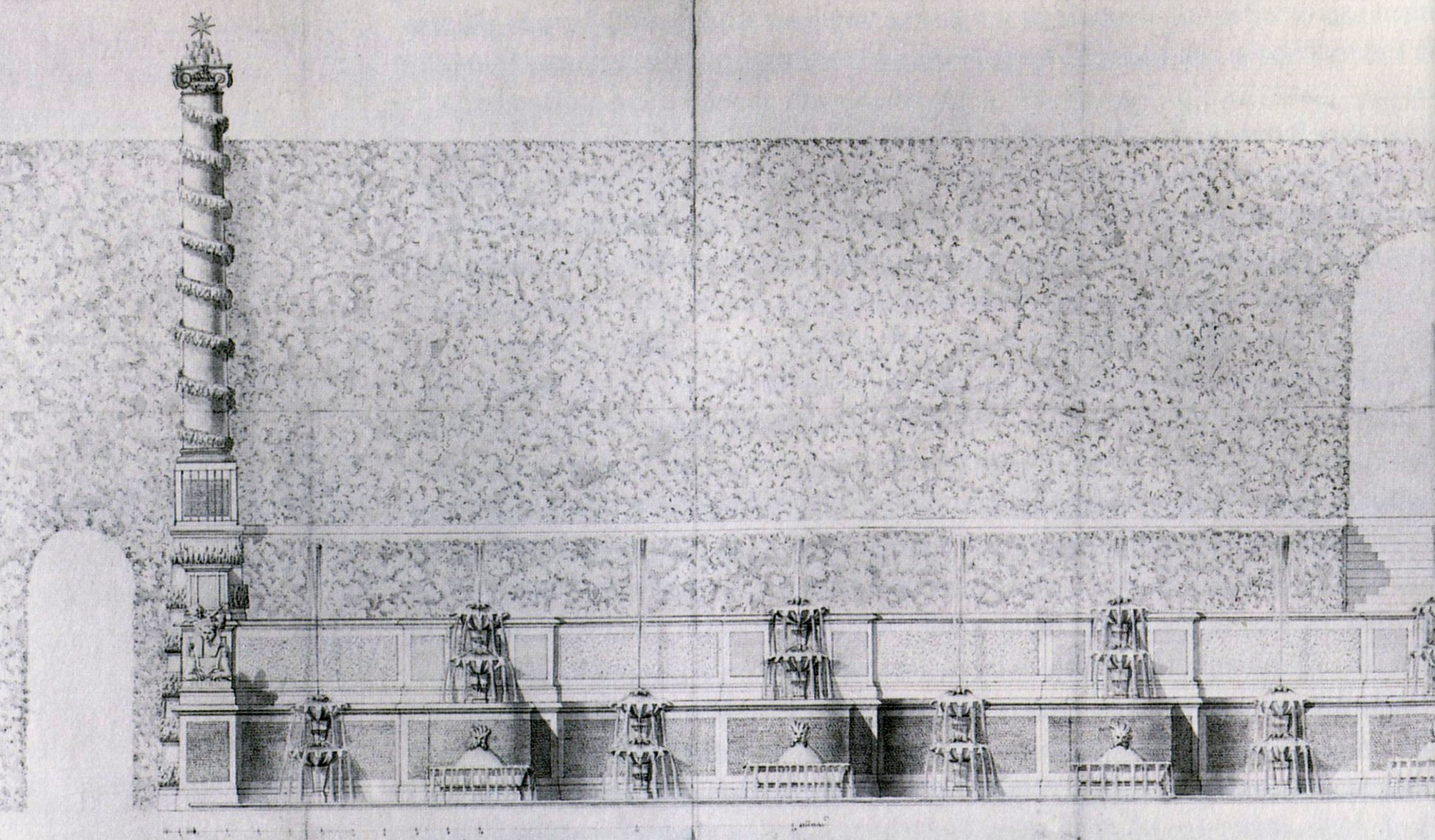
Tessins ursprungliga kaskadritning.

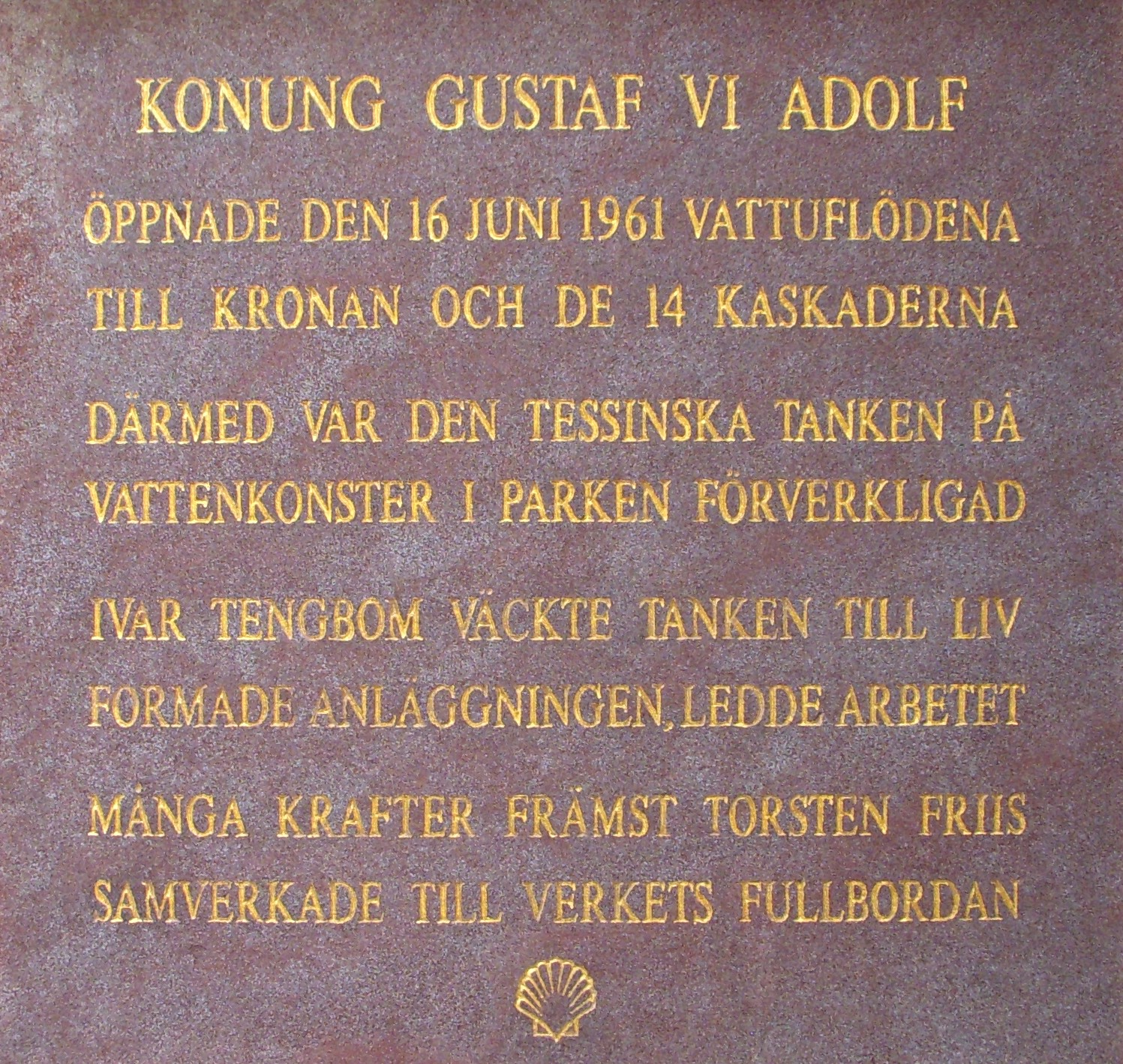
Minnestavlan på platsen.

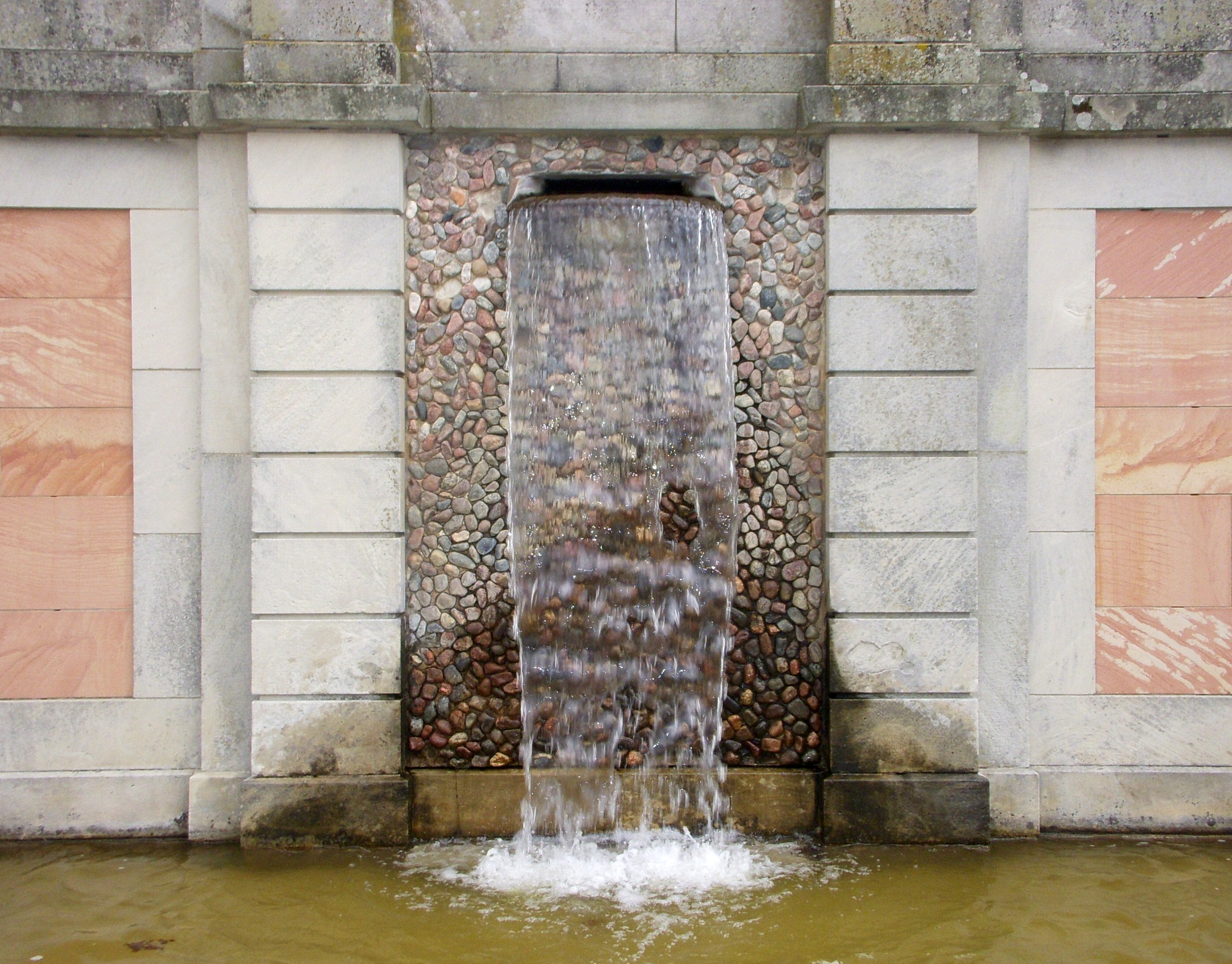
Vattnet rinner ner över ett stiliserat musselskal.

För drottning Hedvig Eleonoras barockträdgård på Drottningholm ritade Nicodemus Tessin d.y. även en kaskadanläggning bestående av en rad mindre vattenfall som skulle bilda en fond för Vattenparterren. Som förebild tjänade liknande anläggningar i bland annat Villa d'Este i Rom och slottet Versailles utanför Paris. 
Anläggningsarbetena började 1685 och var i stora delar avslutade år 1705. Men några viktiga detaljer saknades, exempelvis musselskalen från vilka vattnet skulle rinna ner i bassängen. För de praktiska arbetena anlitades den franska fontänören Louis de Cussy. Han tänkte leda vattnet för vattenfallen och parkens fontäner  med hjälp av urborrade trädstammar, sammanfogade med järnbeslag. 
Vattnet kom från några dammar som hade grävts för ändamålet på Lovön norr om parken. Den största var Rättardammen som låg cirka 1500 meter från kaskaderna och ledningen hade en fallhöjd på 12,7 meter. För sista biten fram till själva fontänerna använde de Cussy metall- och blyrör. Men dammarnas vatten lät bara några av fontänerna sprudla och till kaskaderna räckte det över huvud taget inte. Det ofullbordade bygget revs på 1820-talet och på platsen lades en grässlänt och senare en stenpartiträdgård.
När barockträdgården restaurerades under Gustaf VI Adolfs tid föddes tanken att även kaskaderna skulle rekonstrueras. Uppdraget gick till dåvarande slottsarkitekten Ivar Tengbom, som  ritade en förenklad version av Tessins ursprungliga anläggning, vilken stod klar den 16 juni 1961. Drivande i arbetet var även ståthållaren Torsten Friis. Med hjälp av en modern pumpanläggning och tidsenliga rörinstallationer matades kaskaderna samt den närbelägna fontänen “Kronan” och barockparkens fontäner och kaskader fungerade för första gången så som det var tänkt 300 år tidigare. En minnestavla påminner härom.